# Berlin-Centru
Berlin-Centru (în germană: Berlin-Mitte) este un cartier în sectorul Centru (Bezirk Mitte) din capitala germană Berlin. In cartier se află centrul istoric al orașului cu Brandenburger Tor, bulevardul Unter den Linden, Universitatea Humboldt, insula Museumsinsel și turnul de televiziune Fernsehturm.
În limbajul german curent Mitte se referă la acest cartier, și nu la Sectorul Centru (Bezirk Mitte), care este mult mai mare.

## Subîmpărțire neoficială a cartierului Berlin-Centru în cartiere mai mici
- Cölln (Spreeinsel)
- Alt-Berlin
- Friedrichswerder
- Neu-Cölln
- Dorotheenstadt
- Friedrichstadt
- Luisenstadt
- Stralauer Vorstadt
- Königsstadt
- Spandauer Vorstadt
- Friedrich-Wilhelm-Stadt
- Oranienburger Vorstadt
- Rosenthaler Vorstadt